# Theages hoffmani
Theages hoffmani là một loài bướm đêm thuộc phân họ Arctiinae, họ Erebidae.